# Olios hampsoni
Olios hampsoni is een spinnensoort uit de familie van de jachtkrabspinnen (Sparassidae).
De wetenschappelijke naam van de soort werd in 1901 als Sparassus hampsoni gepubliceerd door Reginald Innes Pocock.